# Vladimir Makhnovets
Pour les articles homonymes, voir Akimov.
Vladimir Petrovitch Makhnovets (1872-1921), en russe Владимир Петрович Махновец, également connu sous le pseudonyme Akimov, est un dirigeant social-démocrate russe.

## Biographie
Il naît en 1872 à Voronej, et fait ses études à Saint-Pétersbourg.
Au début des années 1890, il fréquente les milieux révolutionnaires proches des narodniks, puis de l'Union de lutte pour la libération de la classe ouvrière (en). Il est arrêté et exilé en Sibérie en avril 1898.
En septembre 1898, il rejoint à Genève l'Union des sociaux-démocrates de Russie à l'étranger, où il représente, par opposition à Plékhanov, Martov et Lenine, l'aile droite de cette organisation.
Avec Martynov, il est délégué représentant la tendance économiste au Deuxième congrès du Parti ouvrier social-démocrate de Russie (POSDR), qui entend se limiter aux revendications immédiates des ouvriers, au détriment des revendications politiques telles que la lutte contre le tsarisme.
Les économistes sont minorisés par le bloc autour de l'Iskra. Cependant, quand la division entre bolchéviks et menchéviks apparaît au sein de l'Iskra, ils votent avec les menchéviks de Martov. Dans les années suivantes, Akimov et Martynov sont à la droite de la tendance menchévique.
Akimov rentre illégalement en Russie en pleine révolution de 1905, entre au syndicat de la cordonnerie et, à ce titre, devient membre du Soviet de Saint-Pétersbourg (en). Il participe au 4e congrès du POSDR où il s'exprime en faveur d'une participation à la Douma d'État et d'un soutien aux libéraux du Parti constitutionnel démocratique (avril-mai 1906). Il maintiendra cette position lors des élections suivantes, et sera fortement critiqué par Lénine.
Par la suite, s'éloignant du POSDR, il s'engage dans le mouvement coopératif. Il fonde à Moscou une école coopérative dépendant de l'Université populaire Chaniavski.
En 1911, il est emprisonné pour son ouvrage Строители будущего paru en 1908, mais, à nouveau, réussit à s'enfuir à l'étranger. Il ne revient en Russie qu'au moment de l'amnistie de 1913.
Il meurt à Zvenigorod (oblast de Moscou), en novembre 1921.

## Livre
- Vladimir Akimov on the Dilemmas of Russian Marxism 1895-1903, Cambridge University Press, 1969